# Cmentarz mariawicki w Niesułkowie
Cmentarz mariawicki w Niesułkowie – nekropolia współużytkowana przez wiernych Kościoła Starokatolickiego Mariawitów i Kościoła Katolickiego Mariawitów, położona w Niesułkowie, w gminie Stryków, powiecie zgierskim, województwie łódzkim.
Cmentarz został założony w 1907 i pierwotnie zajmował powierzchnię 0,62 ha. W 1962 r. został powiększony o 1,54 ha z gruntów Państwowego Funduszu Ziemi. Najstarszy zachowany nagrobek pochodzi z 1912 i kryje szczątki Marianny Sitek. 
Od 1935 r. cmentarz służy również parafii Kościoła Katolickiego Mariawitów w Niesułkowie, Poćwiardówce oraz Dąbrówce Małej. 
Na cmentarzu spoczywa wieloletni proboszcz miejscowej parafii kapłan Józef Maria Gabriel Kamer (23 XII 1910 – 20 IX 1983)
Ponadto na cmentarzu pochowanych jest 12 mariawickich sióstr zakonnych.
- z Kościoła Starokatolickiego Mariawitów:
  - Marianna M. Michalina Kaczyńska
  - Ida Wiktoria M. Salezja Kamer – ur. 1904, zm. 1 V 1989
  - Zofia M. Marianna Pełka – żyła lat 91, zm. 13 X 1995
  - Zofia M. Antonina Salak – żyła lat 83, zm. 29 I 1965
  - Natalia M. Makryna Siuta – żyła lat 92, zm. 23 VI 1987
  - Marianna M. Donatylla Szymańska – żyła lat 91, zm. 27 XI 1972

- z Kościoła Katolickiego Mariawitów:
  - Katarzyna M. Gwalberta Florczak – ur. 27 III 1887, zm. 7 XII 1962
  - M. Serafina Jagodzińska – żyła lat 71, zm. 5 X 1974
  - M. Bożysława Jastrzębska – żyła lat 82, zm. 12 IV 1987
  - Honorata M. Zacharia Orłowska – żyła lat 71, zm. 18 IV 1981
  - Marianna M. Hierminia Piętka – żyła lat 73, zm. 19 VIII 1971
  - Feliksa M. Gaudencja Ślusarczyk – żyła lat 76, zm. 13 III 1971